# Сальто-Гранде (водоспад)

На цій карті національного парку Торрес-дель-Пайне в Чилі Сальто-Гранде знаходиться між озерами Норденшельда та озерами Пехое (але не позначено).

Сальто-Гранде — водоспад на річці Пайне, після озера Норденшельд, у національному парку Торрес-дель-Пайне в Чилі. В околицях Сальто-Гранде є різноманітні природні форми рослинності, а також деякі види тварин, включаючи дике гуанако.